# 胡炯
胡炯（？—？），清朝官員，本籍浙江。監生出身。

## 生平
胡炯於1763年（乾隆28年）接替金璧熒，於台灣台北地區擔任八里坌巡檢一職，是大台北地區的地方父母官。